# 肖尼 (科羅拉多州)
肖尼（英語：Shawnee）是位於美國科羅拉多州帕克縣的一個非建制地區。該地的面積和人口皆未知。

## 地理
肖尼的座標為39°25′12″N 105°33′06″W / 39.42000°N 105.55167°W，而該地的平均海拔高度為2475米（即8120英尺）。